# Kartause

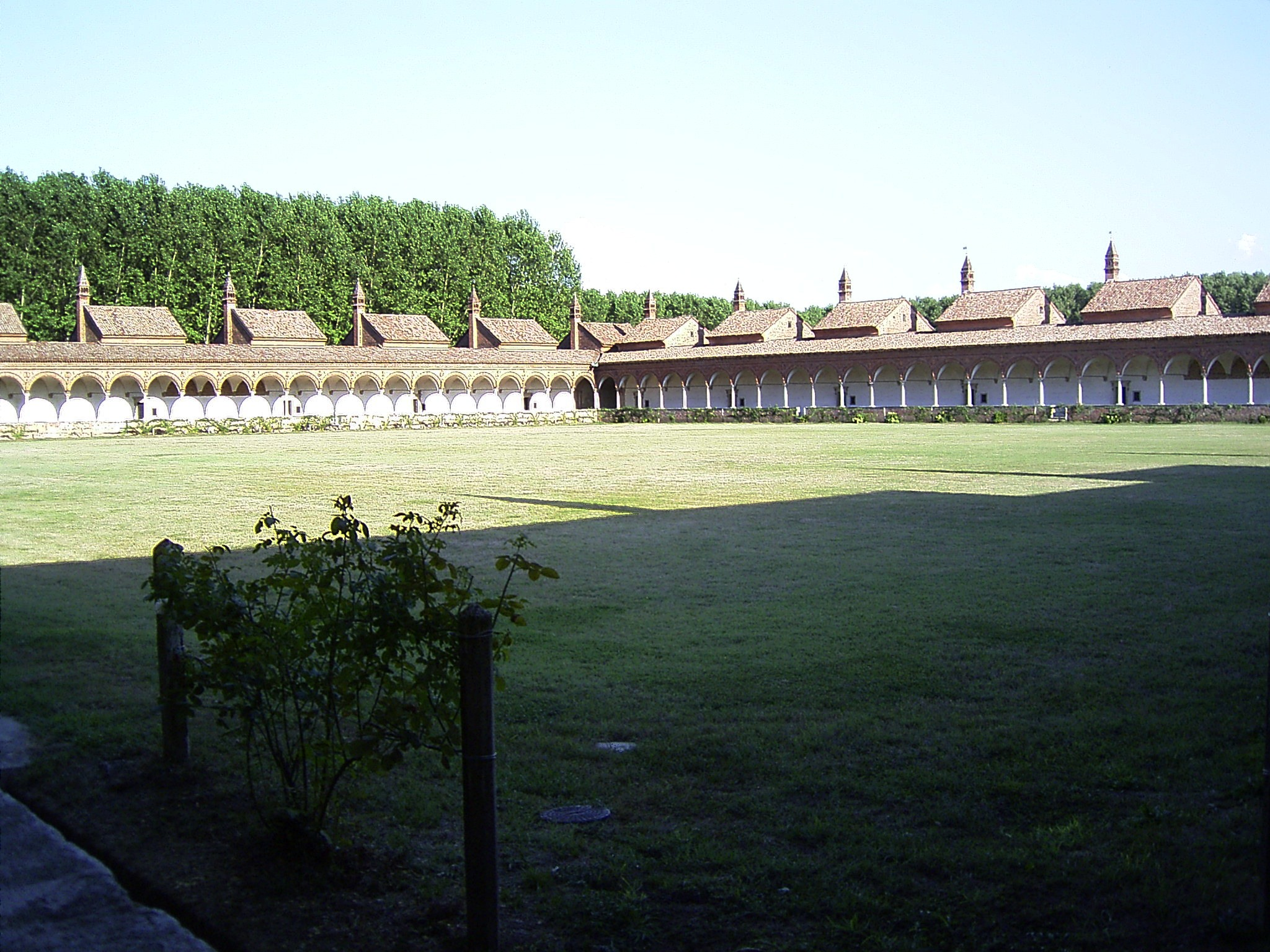
Kreuzgang der Kartause von Pavia in Italien

 Eine Kartause (früher auch Karthause) ist ein Kloster des Kartäuserordens. Die Bezeichnung Kartause leitet sich von dem lateinischen Cartusia für den Gründungsort der ersten Kartause ab, das im Jahr 1084 entstandene Stammkloster La Grande Chartreuse.

## Geschichte
Im Jahr 1084 errichteten Bruno von Köln und sechs Gefährten in La Chartreuse, einer einsamen Gebirgsgegend im französischen Département Isère bei Grenoble, die erste Kartause. Sie wird als La Grande Chartreuse (die Große Kartause) bezeichnet und ist bis heute das Mutterkloster des Kartäuserordens. Schon 1132 wurde die erste Kartause durch eine Steinlawine zerstört und etwa zwei Kilometer südlich wieder aufgebaut. Die Große Kartause wurde im Laufe der Zeit insgesamt achtmal durch Feuer zerstört und anschließend wieder aufgebaut. Die Gebäude der heutigen Großen Kartause stammen größtenteils aus dem 17. Jahrhundert, einzelne Elemente sind aber noch aus dem 14. und 15. Jahrhundert erhalten.
Weitere Gründungen von Kartausen folgten, die erste bereits 1091 durch Bruno von Köln in Italien, das noch heute bestehende Kloster Santo Stefano del Bosco in der Region Kalabrien.

## Baustil
Ein einheitlicher Baustil bildete sich bei den Kartausen nicht heraus. Die einzelnen Kartausen sind in der Architektur ihrer Zeit und den örtlichen Gegebenheiten angepasst konstruiert. Einziges charakteristisches Element aller Kartausen ist der große Kreuzgang, um den herum die Einsiedeleien der Patres gruppiert sind.
Diese Zellen der Patres bestehen aus einzelnen, voneinander getrennten Wohnhäusern mit jeweils einem Garten. Üblicherweise umfassen die Häuser einen Vorraum („Ave Maria“), den Aufenthalts- und Schlafraum („Cubiculum“) mit einem Gebetsstuhl („Oratorium“) und eine Werkstatt („Laboratorium“). Meist sind die Häuser zweigeschossig, wurden aber bei modernen Gründungen, wie der Kartause Marienau bei Bad Wurzach, auch eingeschossig gebaut. Im Hochmittelalter kam es zu prachtvoll ausgestatteten Stiftungen. Moderne Gründungen zeugen eher dem Ordensideal entsprechend von Armut und Einfachheit.

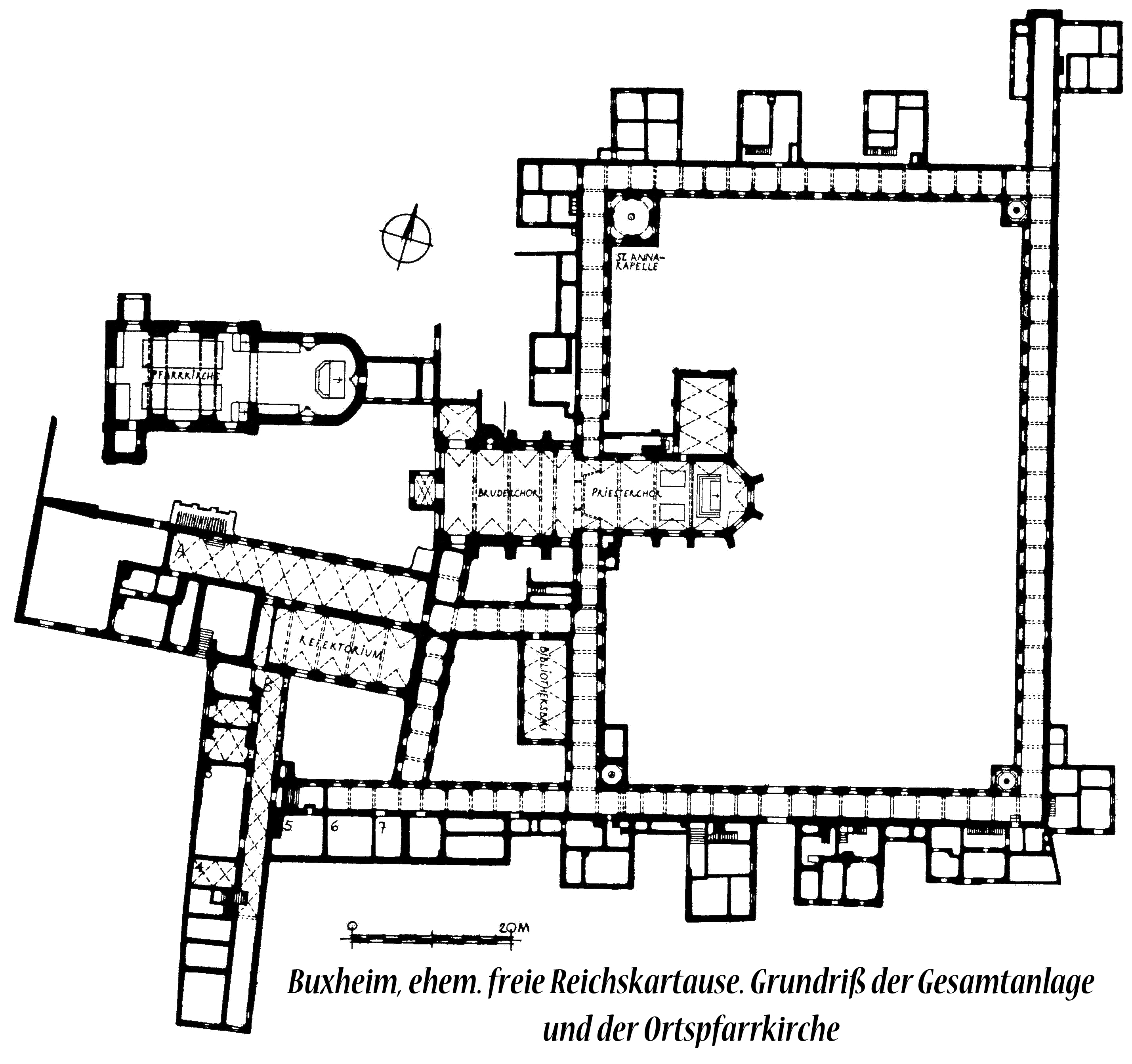
Grundriss der ehemaligen Reichskartause in Buxheim
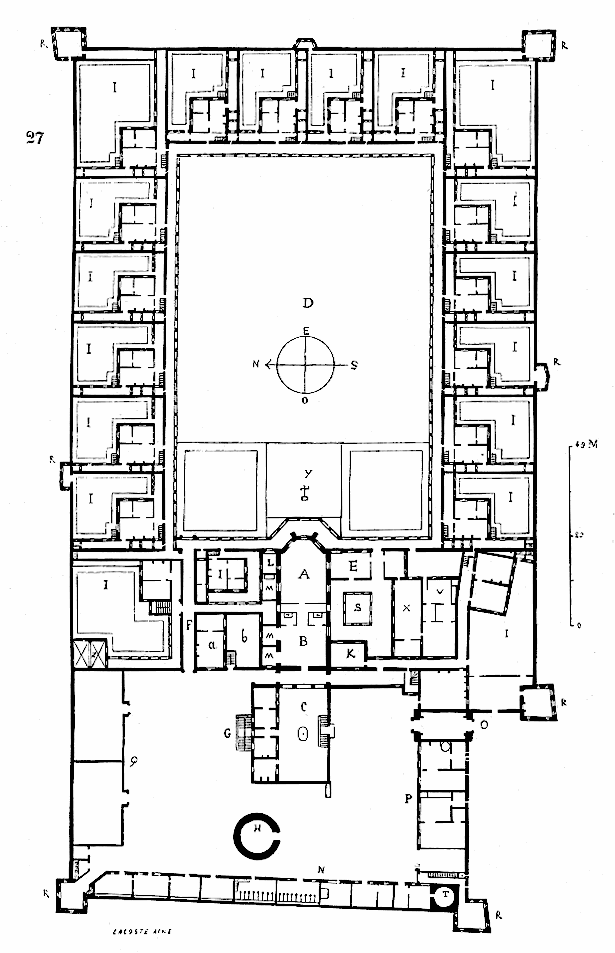
Grundriss der ehemaligen Kartause Port-Sainte-Marie bei Clermont-Ferrand
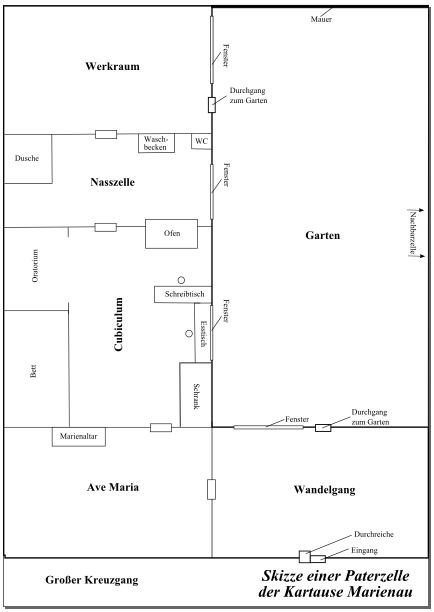
Skizze einer Paterzelle der Kartause Marienau
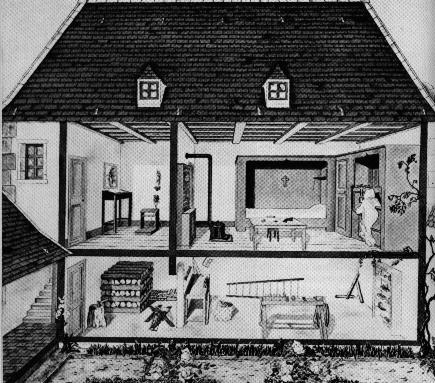
Schnitt einer Paterzelle der Grande Chartreuse
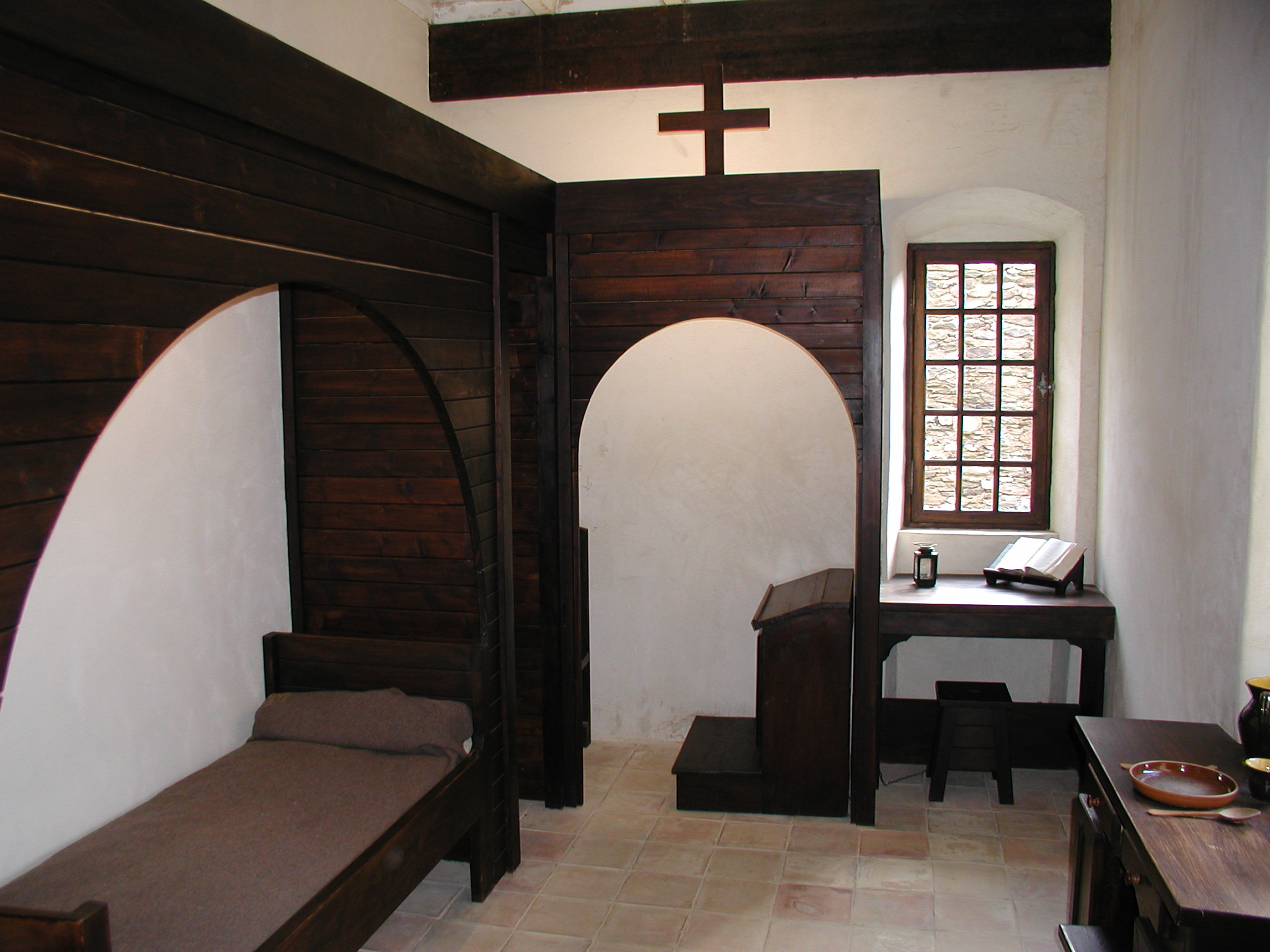
Klosterzelle des ehemaligen Kartäuserklosters Chartreuse de la Verne
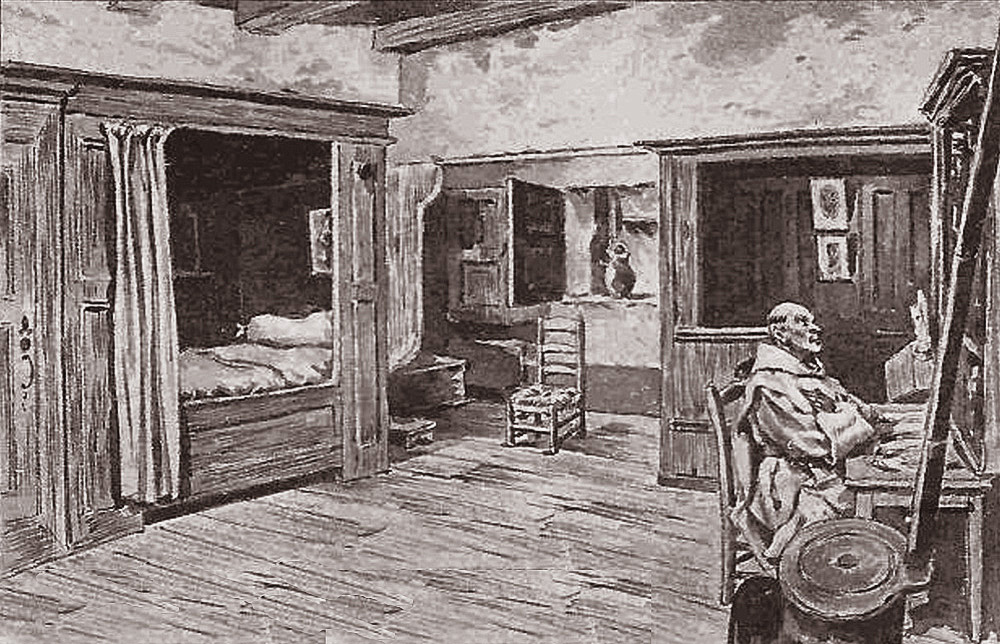
Klosterzelle der Chartreuse de Bonnefoy

## Kartausen heute

### Überblick
Im Laufe der Zeit entstanden insgesamt 272 Kartausen, von denen heute noch 22 bestehen, davon 17 Klöster für Mönche und 5 für Nonnen. Gemäß ihrer Berufung zum einsamen Leben erlauben die Klausurvorschriften der Kartäuser keinen Zugang für die Öffentlichkeit. Bestehende Kartausen sind nicht zu besichtigen.

### Konvente für Mönche
Die jüngste Gründung ist die Kartause Sudowon in Südkorea aus dem Jahr 2004.
Die letzten Aufhebungen erfolgten im Jahr 2011 (Cartuxa Santa María Scala Coeli in Évora, Portugal und Kartause Aula Dei bei Saragossa, Spanien). In Spanien gab es einen großen öffentlichen Druck, die Kunstschätze des alten Klosterkomplexes Aula Dei dem Publikum zugänglich zu machen. Ähnliche Vorgänge führten im Jahr 1956 zur Aufhebung der Kartause in Florenz.
Die Chartreuse de Sélignac wird zurzeit nur noch von einigen Laienbrüdern bewohnt. Sélignac bietet mit dem Maison Saint Bruno die einzige Möglichkeit zu Einkehrtagen in einer Niederlassung der Kartäuser. Andere Kartausen erlauben nur Anwärtern auf den Eintritt in den Orden den Zutritt. Die Idee eines solchen Hauses ist ein absolutes Novum in der 900-jährigen Geschichte des Kartäuserordens.
| Name                                  | Lage                                                         | Lage           | Gründungsjahr |
| ------------------------------------- | ------------------------------------------------------------ | -------------- | ------------- |
| La Grande Chartreuse                  | Grenoble, Region Auvergne-Rhône-Alpes (⊙)                    | Frankreich     | 1084          |
| Certosa di Serra San Bruno            | Serra San Bruno, Kalabrien (⊙)                               | Italien        | 1090          |
| Chartreuse de Portes                  | Bénonces, Region Auvergne-Rhône-Alpes (⊙)                    | Frankreich     | 1115          |
| Chartreuse de Montrieux               | Méounes-lès-Montrieux, Region Provence-Alpes-Côte d’Azur (⊙) | Frankreich     | 1117          |
| Chartreuse de Sélignac                | Simandre-sur-Suran, Region Auvergne-Rhône-Alpes (⊙)          | Frankreich     | 1202          |
| Cartuja Santa María Porta Coeli       | Campo de Turia, Provinz Valencia (⊙)                         | Spanien        | 1272          |
| La Chartreuse de la Valsainte         | Cerniat, Kanton Freiburg (⊙)                                 | Schweiz        | 1294          |
| Certosa di Farneta                    | Maggiano, Provinz Lucca (⊙)                                  | Italien        | 1338          |
| Kartuzija Pleterje                    | Šentjernej, Region Dolenjska (⊙)                             | Slowenien      | 1403          |
| Cartoixa de Santa María de Montalegre | Tiana, Katalonien (⊙)                                        | Spanien        | 1415          |
| Cartuja de Santa María de Miraflores  | Burgos, Kastilien-León (⊙)                                   | Spanien        | 1441          |
| St. Hugh’s Charterhouse               | Horsham, West Sussex (⊙)                                     | Großbritannien | 1873          |
| Kartause Marienau                     | Bad Wurzach, Baden-Württemberg (⊙)                           | Deutschland    | 1964          |
| Charterhouse of the Transfiguration   | Arlington, Vermont (⊙)                                       | USA            | 1970          |
| Mosteiro Nossa Senhora Medianeira     | Ivorá, Rio Grande do Sul (⊙)                                 | Brasilien      | 1984          |
| Cartuja San José                      | Deán Funes, Provinz Córdoba (⊙)                              | Argentinien    | 1999          |
| Kartusio Sudowon                      | Sangju, Gyeongsangbuk-do (⊙)                                 | Südkorea       | 2004          |

### Konvente für Nonnen
Das jüngste Konvent der Kartäuserinnen ist das Monastère de l’Annonciation in Daewoli, Südkorea. Das Klostergebäude wurde 2010 eingeweiht und bezogen.
Die letzte Aufhebung erfolgte im Jahr 2014 (Certosa di Vedana in Sospirolo, Italien).
| Name                            | Lage                                             | Lage       | Gründungsjahr |
| ------------------------------- | ------------------------------------------------ | ---------- | ------------- |
| Chartreuse de Nonenque          | Marnhagues-et-Latour, Region Okzitanien (⊙)      | Frankreich | 1928          |
| Cartuja Santa Maria de Benifaçà | La Pobla de Benifassà, Region Valencia (⊙)       | Spanien    | 1967          |
| Chartreuse Notre Dame           | Reillanne, Region Provence-Alpes-Côte d’Azur (⊙) | Frankreich | 1978          |
| Certosa della Trinità           | Dego, Provinz Savona (⊙)                         | Italien    | 1994          |
| Monastère de l’Annonciation     | Daewoli                                          | Südkorea   | 2010          |

## Aufgelöste Kartausen
Eine Liste der aufgelösten Kartausen findet man im Artikel Liste der Kartäuserklöster.